# Dmytro Markow
Dmytro Markow, ros. Dmitrij Markow, ur. w 1864 w Hruszowie, zm. w 1938 w Bratysławie) – ukraiński polityk i publicysta, poseł do Rady Państwa XI i XII kadencji oraz do Sejmu Krajowego Galicji X kadencji.

## Życiorys
W 1886 ukończył VII klasę w C. K. Drugim Wyższym Gimnazjum we Lwowie (niem. K. K. Zweites Ober-Gymnasium in Lemberg). Potem ukończył greckokatolickie seminarium duchowne, ożenił się i przyjął święcenia kapłańskie. Dwa lata później, w wieku dwudziestu sześciu lat, po śmierci żony został zwolniony z obowiązków duchownego. Podjął wówczas studia prawnicze, a następnie został adwokatem.
Działacz ruchu moskalofilskiego, brat Josypa Markowa. Był jednym z liderów tzw. nowego kursu w polityce moskalofilów galicyjskich, głoszącego pełną unifikację Słowian wschodnich pod berłem carów i w jednym narodzie rosyjskim. Publicznie deklarował się jako Rosjanin, opowiadał się za upowszechnieniem języka rosyjskiego wśród galicyjskich Ukraińców. W Sejmie Krajowym Galicji i w parlamencie Austro-Węgier wygłaszał mowy po rosyjsku i twierdził, że jest to autentyczny język galicyjskiej ludności ruskiej.
W 1911 brał udział w spotkaniu liderów moskalofilów z rosyjskimi działaczami nacjonalistycznymi oraz z mnichem Ławry Poczajowskiej archimandrytą Witalisem, w czasie którego uzgadniany był sposób przeprowadzenia w Galicji kampanii na rzecz rozkrzewiania prawosławia. Twierdził wówczas, że rusofile byliby w stanie doprowadzić do konwersji 20-30 gmin. Sam Markow wyraził gotowość przejścia na prawosławie i ponownego podjęcia pracy kapłańskiej w razie potrzeby.
W 1914 był jedynym posłem moskalofilskim wybranym do Sejmu Krajowego Galicji.
W czasie rosyjskiej okupacji Galicji w latach 1914-1915 wypowiadał się przeciwko planom sprowadzenia do regionu osadników z Rosji.
Autor opracowania Russkaja i ukrainskaja idieja w Awstrii, wydanego w 1915 w Moskwie.